# Calomys boliviae
Calomys boliviae és una espècie de mamífer rosegador de la família dels cricètids. Viu a altituds d'entre 600 i 2.700 msnm a l'Argentina, Bolívia i, possiblement, el Perú. El seu hàbitat natural són les iungues. És una espècie en risc mínim, és a dir, no sembla que hi hagi cap amenaça significativa per a la seva supervivència. El seu nom específic, boliviae, significa ‘de Bolívia’ en llatí.